# Защитное снаряжение для аквалангистов

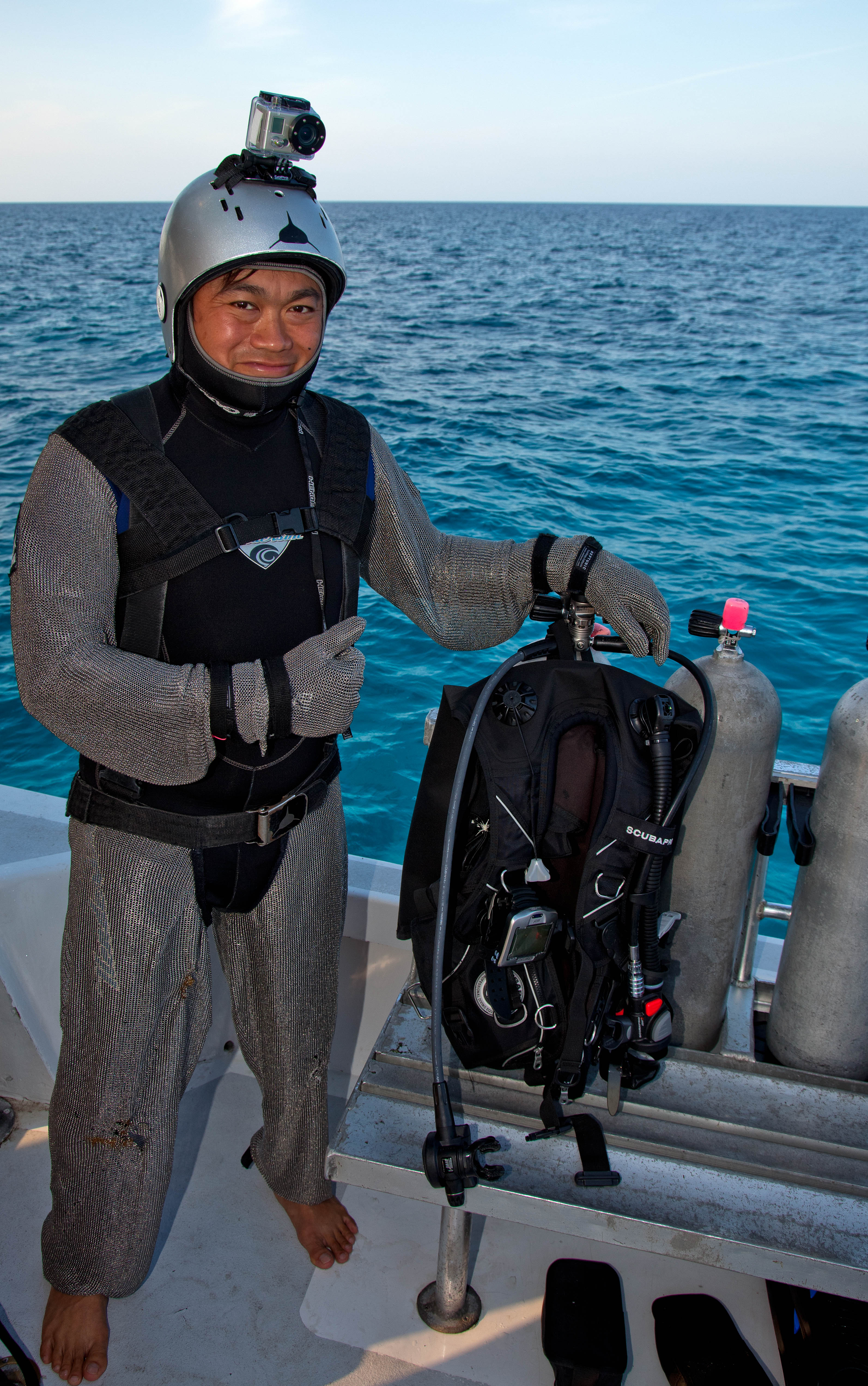
водолаз в кольчужном комбинезоне фирмы «Neptunic Technologies» (3 апреля 2011 года)

Защитное снаряжение для аквалангистов — это защитный костюм, предназначенный для защиты водолаза от ядовитых животных и крупных хищных рыб (таких, как акулы и морские скаты).

## История
Обыкновенный гидрокостюм из плотной прорезиненной ткани обеспечивает некоторую защиту от контакта с медузами и мелкими колючими рыбами наподобие черноморского морского ерша, но для защиты от более крупных хищных морских животных этого недостаточно.
В 1979 году австралиец Рон Тэйлор изготовил кольчужный комбинезон с капюшоном (на которые ушло 150 тыс. малоразмерных колец из нержавеющей стали) массой 15 фунтов в качестве средства защиты от акул во время подводных съёмок (об этом стало известно после того, как во время погружения в районе Сан-Диего надетая поверх гидрокостюма кольчуга спасла от укуса акулы его жену Валери Тэйлор).
В ноябре 1980 года патент на защищённый гидрокостюм (в виде кольчуги и твёрдых пластин, закреплённых поверх стандартного гидрокостюма) был подан в Управление по патентам и товарным знакам США морским биологом Джеремией С. Салливаном.
В 1985 году был получен патент на костюм иной конструкции (в виде закрывающего тело водолаза костюма из прочной резины с закреплёнными на нём острыми металлическими шипами).

## Современное состояние
В настоящее время для защиты водолазов используется различное по конструкции и массе защитное снаряжение.
Получила распространение кольчужная защита, изготовленная в виде отдельных элементов (кольчужная рубаха, кольчужные перчатки, кольчужные штаны), вместо кольчужного капюшона для защиты головы может использоваться шлем.
Осенью 2019 года в качестве альтернативы металлическим, композитным и неметаллическим доспехам, надеваемым поверх стандартного гидрокостюма работниками университета города Аделаида (Австралия) был предложен защитный костюм из неопрена, армированного волокнами сверхвысокомолекулярного полиэтилена (прочность такой ткани выше, чем у стандартных гидрокостюмов).